# Rhaetus kazumiae
Rhaetus kazumiae is een keversoort uit de familie vliegende herten (Lucanidae). De wetenschappelijke naam van de soort is voor het eerst geldig gepubliceerd in 2001 door Nagai.